# 謝里登鎮區 (堪薩斯州考利縣)
謝里登鎮區（英語：Sheridan Township）為美國堪薩斯州考利縣轄下的鎮區。2010年美国人口普查中該鎮區人口有152人。

## 地理
謝里登鎮區涵蓋總面積為92.59平方（35.75平方英里），境內沒有已建制定居點。

### 墓園
根據美國地質調查局的資料，此鎮區擁有1座墓園：
- 錫爾弗克里克墓園（Silver Creek Cemetery）

### 溪流
通過此鎮區的溪流有：
- 普拉姆溪（Plum Creek）

## 人口統計
根據2010年美國人口普查，謝里登鎮區人口有152人，住房74戶，人口密度為1.64人/每平方公里。此鎮區居民之種族中，白人佔99.34%，非裔美國人佔0%，美洲原住民佔0%，亞裔美國人佔0%，太平洋島裔美國人佔0%，其他種族佔0%，混血種族則佔0.66%。而西班牙裔或拉丁裔美國人佔此鎮區人口的1.97%。

## 外部連結
- City-Data.com（页面存档备份，存于）